# Caciomorpha plagiata
Caciomorpha plagiata är en skalbaggsart som först beskrevs av Bates 1875.  Caciomorpha plagiata ingår i släktet Caciomorpha och familjen långhorningar. Inga underarter finns listade.